# Сироїжка світло-жовта
Сироїжка світло-жовта (Russula claroflava Grove) — їстівний гриб з родини сироїжкових — Russulaceae.

## Будова
Шапка 5-8(10) см у діаметрі, тонком'ясиста, опукла, потім плоскорозпростерта, яскраво-жовта, лимонно-жовта, гладенька, шкірка легко знімається. Пластинки білі, потім кремові, жовті, при розриві сіріють. Спорова маса жовта-вохряна. Спори 8-10 Х 7-8 мкм, шипасті. Ніжка 5-9 Х 2-2 см, донизу злегка потовщена, білувата, з віком сіріє, щільна. М'якуш солодкий, білий, при розрізуванні сіріє, з приємним запахом.

## Поширення та середовище існування
Зустрічається по всій Україні в листяних лісах (переважно під березою та вільхою), на вогких місцях; у червні — вересні.

## Практичне використання
Їстівний гриб. Використовують свіжим.